# Rāpūr
Rāpūr är en ort i Indien.   Den ligger i distriktet Nellore och delstaten Andhra Pradesh, i den södra delen av landet, 1 600 km söder om huvudstaden New Delhi. Rāpūr ligger 86 meter över havet och antalet invånare är 25 000.
Terrängen runt Rāpūr är platt österut, men västerut är den kuperad. Terrängen runt Rāpūr sluttar österut. Runt Rāpūr är det ganska tätbefolkat, med 86 invånare per kvadratkilometer. Det finns inga andra samhällen i närheten. Omgivningarna runt Rāpūr är en mosaik av jordbruksmark och naturlig växtlighet.